# Catecismo Corticu
Catecismo Corticu (Catecismo Corticu pa uso di catolicanan di Curaçao) is een catechismus afkomstig van Curaçao en een van de eerste gedrukte werken in het Papiaments. In 1826 is de rooms-katholieke catechismus vertaald en uitgegeven door de rooms-katholieke priester Martinus Niewindt in het destijds nog niet-officiële Papiaments.
De beknopte catechismus voor de Katholieken van Curaçao is een uniek overgebleven document dat de transitie laat zien van het Papiaments van spreektaal naar een schrijftaal op de ABC-eilanden en versnelde de erkenning van het Papiaments als taal.
De eerste editie uit 1826 is verloren gegaan. Een exemplaar van de tweede editie van Catecismo Corticu uit 1837 is behouden gebleven. Deze bevond zich in de bibliotheek van het bisdom Willemstad tot aan een brand in de bibliotheek bij de onlusten van Trinta di mei in 1969. Daarna is het exemplaar in bewaring geweest bij Pater Kees Streefkerk. Het  bevindt zich sinds 2001 in het Nationaal Archief Curaçao en is destijds gedoneerd door de stichting Libri Antilliani van Maritza Coomans-Eustatia, bibliothecaris, schrijver en uitgever van teksten in het Papiaments.
In 2009 is de Catecismo Corticu toegevoegd aan het internationale Memory of the World-register.

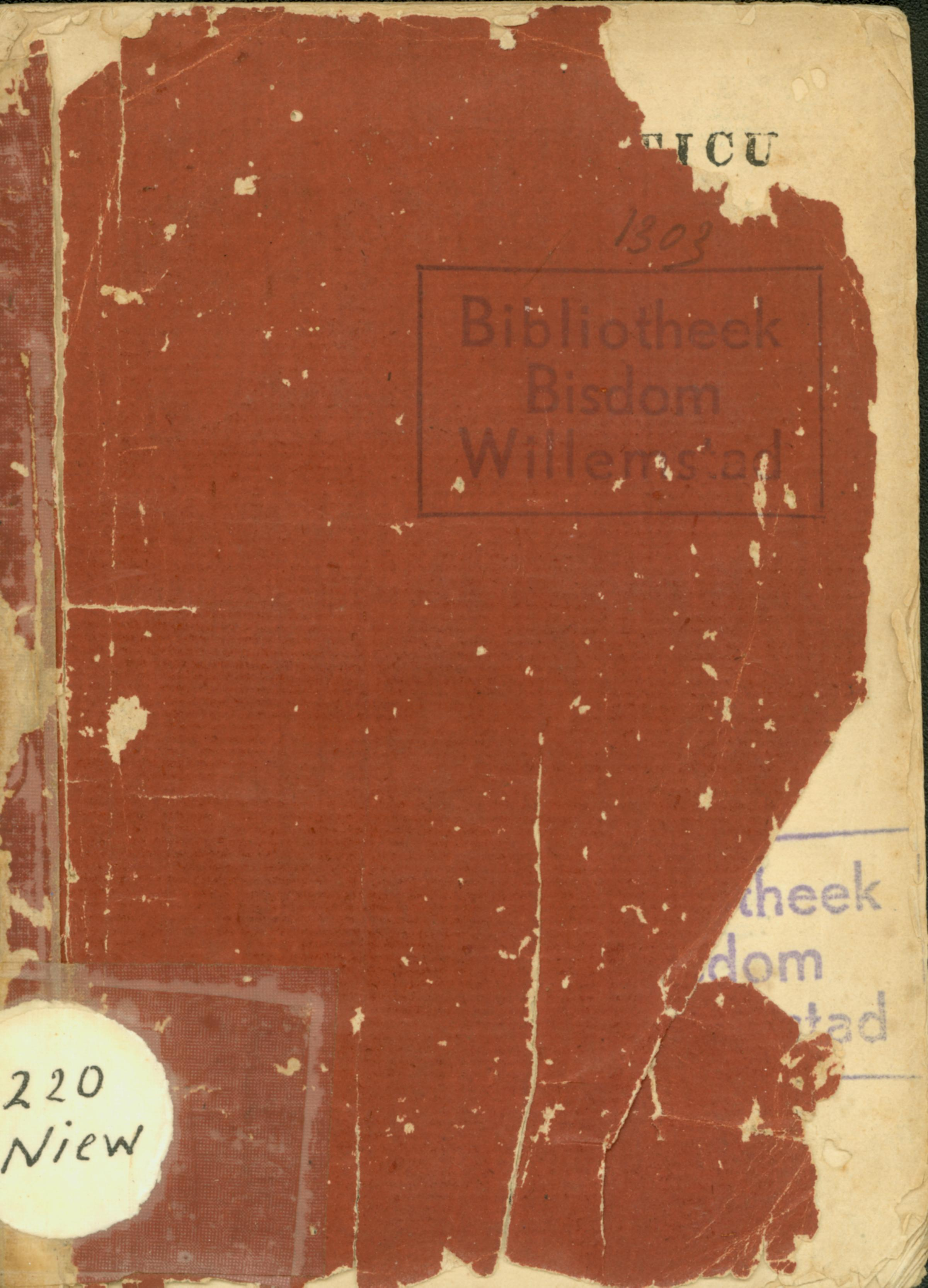
Omslag van de Catecismu Corticu
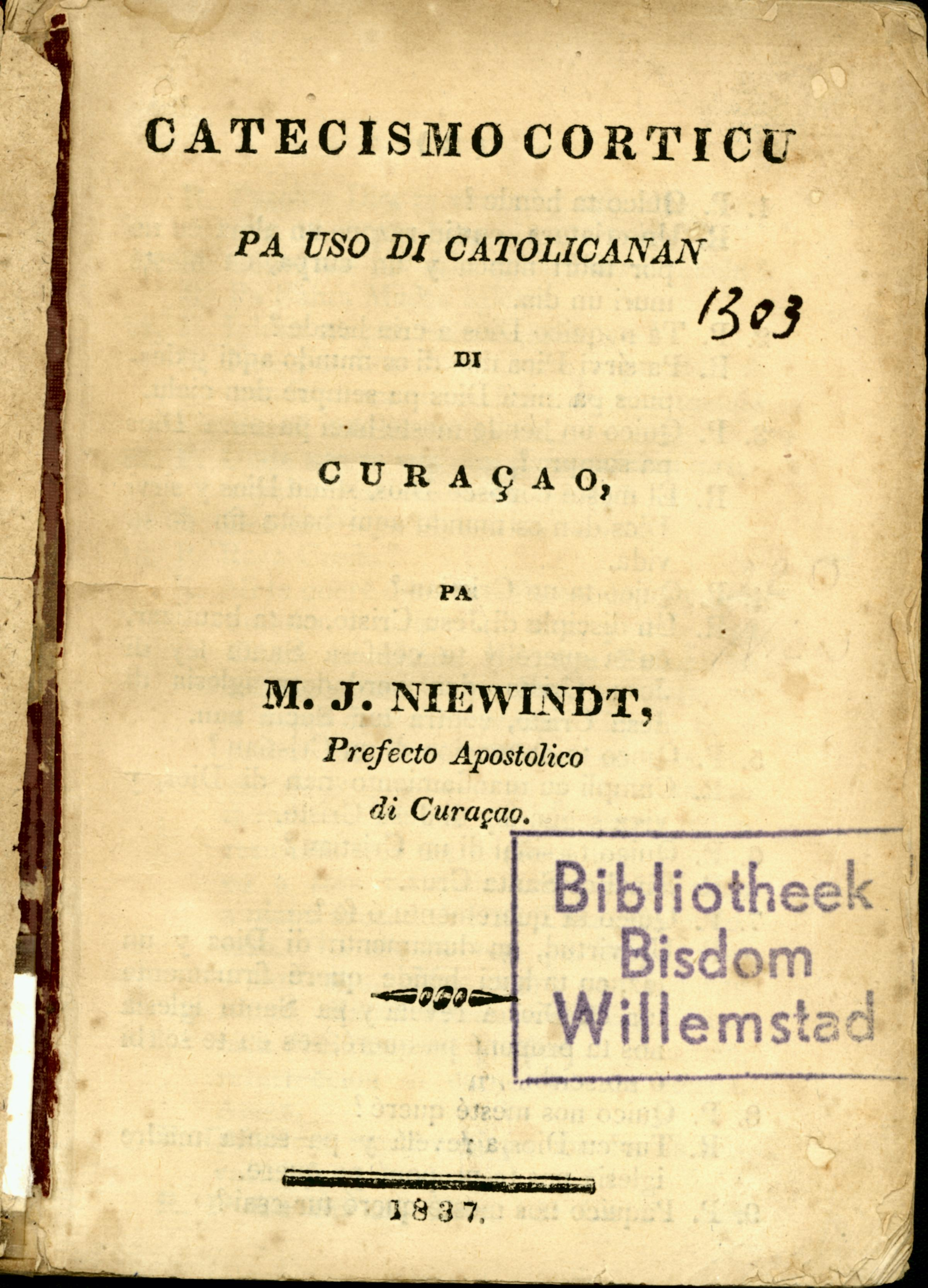
Titelpagina van de Catecismu Corticu
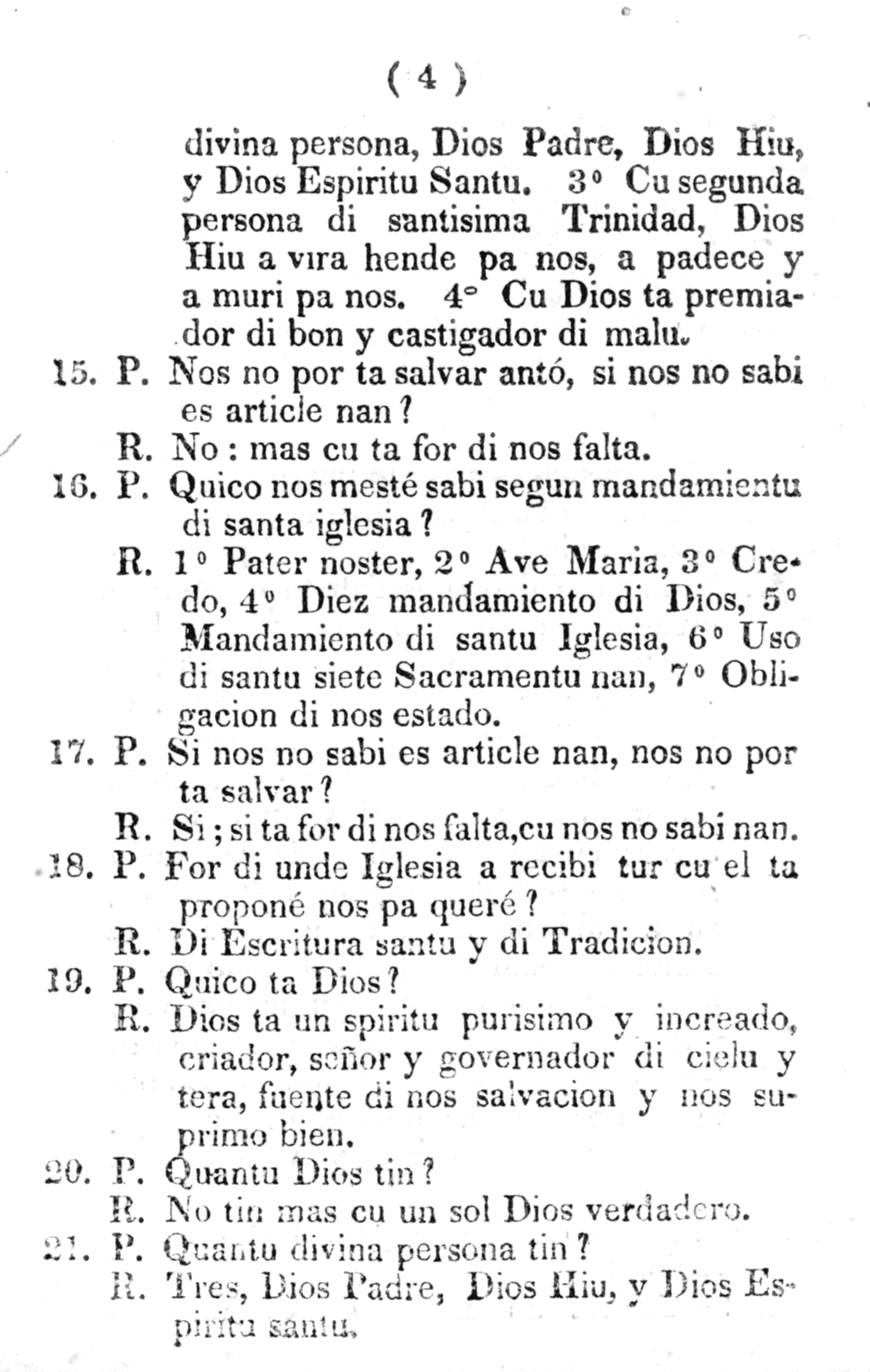
Pagina 4 van de Catecismu Corticu in het Papiaments
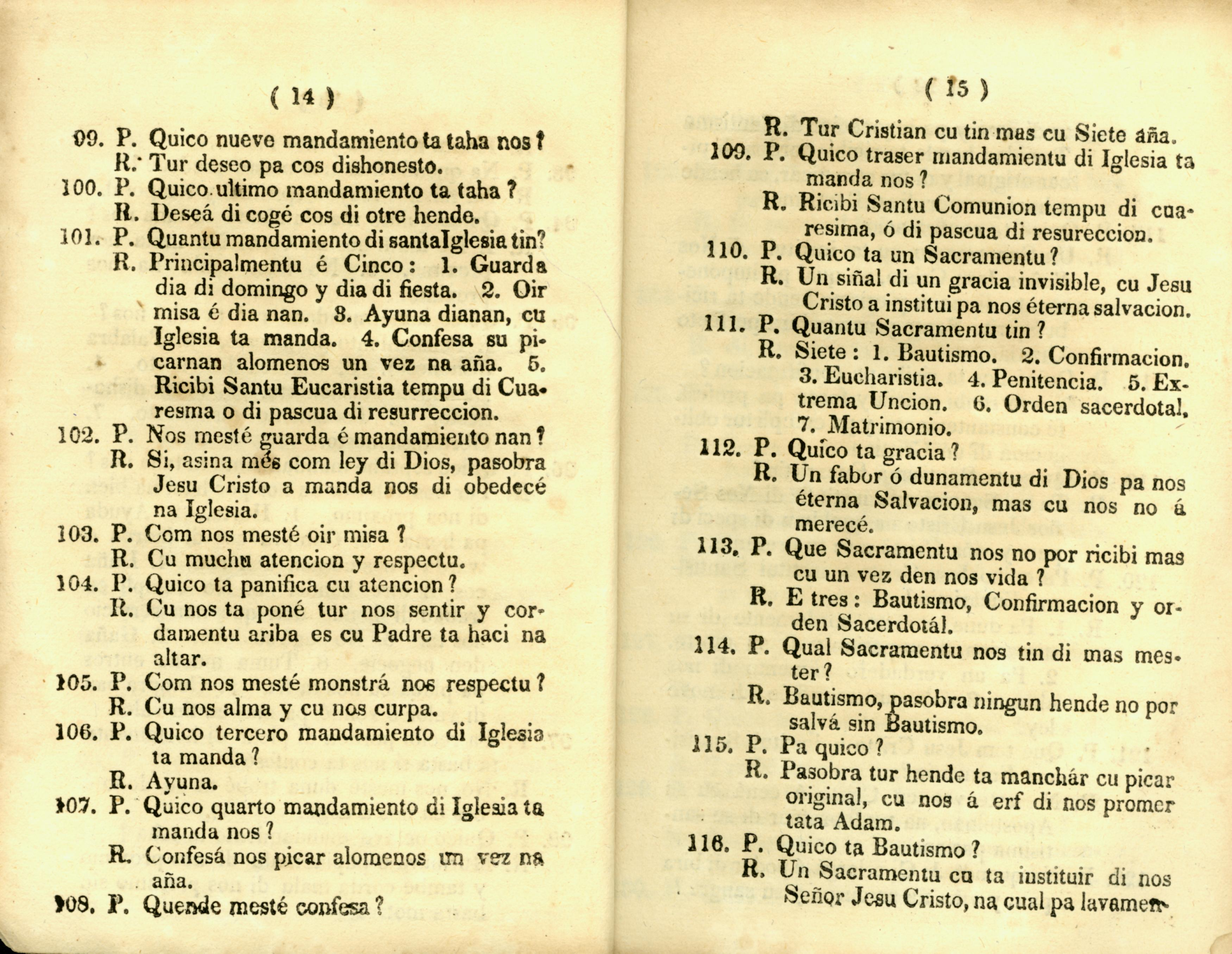
Pagina 14-15 van de Catecismu Corticu in het Papiaments